# L'Escalier hurleur
L'Escalier hurleur (titre original : The Screaming Staircase) est un roman de fantasy écrit par Jonathan Stroud, publié en 2013. Il est le premier tome de la série de cinq livres Lockwood and Co. 

## Contexte
Toute la série Lockwood and Co se déroule à Londres, dans un univers alternatif où des fantômes apparaissent fréquemment. Ces fantômes représentent un danger pour les vivants (allant jusqu'à la mort dans le cas d'un Toucher Spectral non soigné). Les apparitions de fantômes ont toujours existé, mais sont devenus plus fréquentes à la suite du « Problème », évènement de nature inconnue ayant déclenché l'épidémie d'apparitions spectrales. 
Les Londoniens se débarrassent des fantômes en trouvant l'objet dont émane l'apparition spectrale (souvent des ossements du défunt, parfois un tout autre objet), et en le mettant sous scellés, à l'aide d'un matériau qui inhibe les apparitions spectrales, souvent l'argent, ou le fer. 
Les fantômes représentent un danger pour tous, mais seuls les jeunes personnes sont capables de les voir. De ce fait, de multiples agences employant des enfants travaillent pour un organisme gouvernemental (le DERCOP) dans le but d'assurer la sécurité vis-à-vis des fantômes. 

### Résumé
Lucy Carlyle est une jeune adolescente doué d'un talent pour voir, mais surtout pour entendre les fantômes. A la recherche d'un emploi dans une Agence de lutte contre les fantômes, elle trouve finalement un emploi chez Lockwood and Co, petite agence indépendante dirigée par le jeune Anthony Lockwood, secondé par George Cubbins. Agence atypique par l'absence de superviseur adulte, elle n'en est pas moins pleine d'ambition. 
Lors d'un travail plus complexe que prévu, Lockwood and Co trouve un pendentif hantée par une femme morte jeune fille, fréquentant les clubs de la bourgeoisie de l'époque. Dans l'affaire, la maison où est trouvée le pendentif prend feu, et le travail tourne au fiasco. L'agence se voit forcée de rembourser les dégâts, mais ne dispose pas d'une telle somme.
Un riche entrepreneur vient alors voir la petite agence libre, et leur propose un travail périlleux, dans un manoir qui abriterait de très nombreux fantômes. Un travail risqué, mais qui serait récompensé par une somme qui sauverait l'agence...

## Adaptation
La société londonienne Big Talk Productions (en) achète les droits de la série de livres en 2017, dans le but d'adapter à la télévision.